# Ваздухопловна база Патрик
Ваздухопловна база Патрик (енгл. Patrick Air Force Base) насељено је место без административног статуса у америчкој савезној држави Флорида.

## Демографија
По попису из 2010. године број становника је 1.222.
| Група             | 2000.    | 2010.       |
| Белци             | 0 (0,0%) | 767 (62,8%) |
| Афроамериканци    | 0 (0,0%) | 143 (11,7%) |
| Азијати           | 0 (0,0%) | 23 (1,9%)   |
| Хиспаноамериканци | 0 (0,0%) | 225 (18,4%) |
| Укупно            | 0        | 1.222       |